# Ruak (řeka)

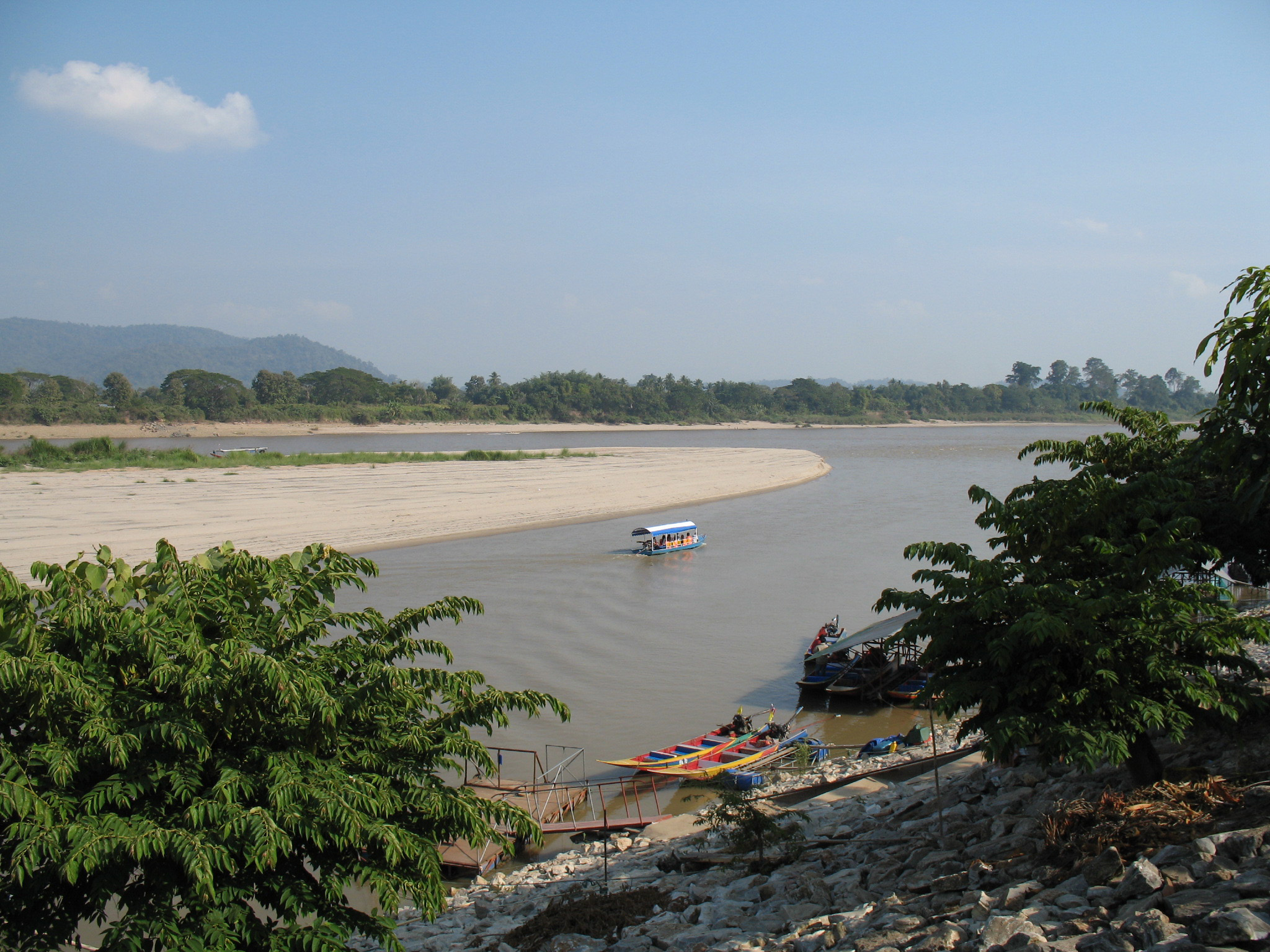
Řeka Ruak

Ruak (thajsky แม่น้ำ รวก) je řeka, jež tvoří hranici mezi Thajskem a Barmou.
Pramení v barmském státě Shan a při soutoku s řekou Sai v nejsevernějším bodě Thajska se stává hraniční řekou. Teče východním směrem, vytváří mohutné meandry a posléze se u Ban Sop Ruak vlévá do Mekongu.